# 백양파

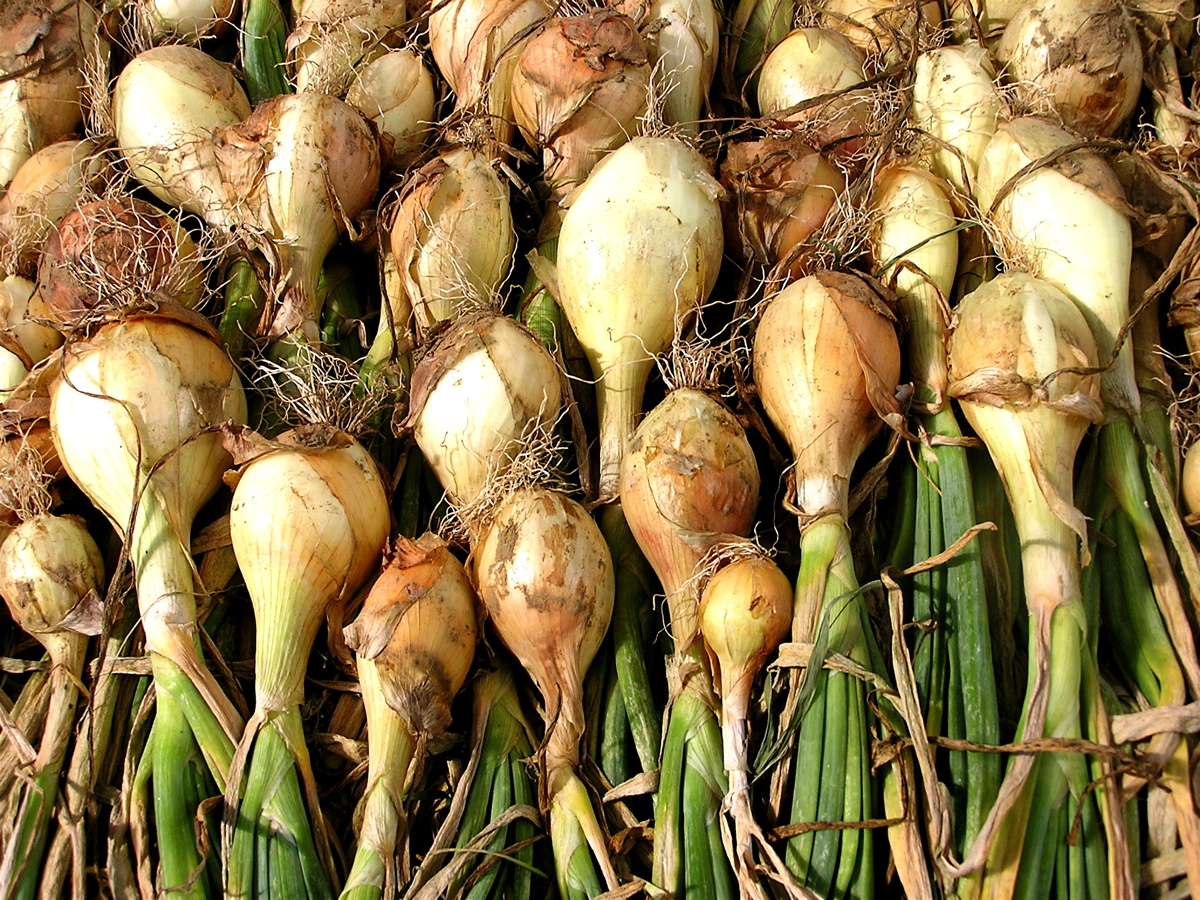
백양파

백양파(White onion, Allium cepa←"달콤한 양파")는 뚜렷하고 가볍고 온화한 맛을 지닌 건조 양파의 품종이다. 적양파와 마찬가지로 당도가 높고 유황 함량이 낮아 유통기한이 상대적으로 짧다. 흰 양파는 멕시코 및 유럽 요리 등 다양한 요리에 사용된다. 요리에서의 용도는 종종 온화한 성격과 관련이 있으며 요리에 가볍고 신선하며 신맛을 제공하기 위해 종종 요리에 포함되며 종종 샐러드와 같은 요리에 익히지 않은 상태로 추가된다.

## 맛과 요리
백양파는 적양파와 노란양파와 같은 다른 양파 품종에 비해 독특하고 부드러운 맛을 가지고 있다. 다른 양파 유형에 비해 상대적으로 설탕 함량이 높고 유황 함량이 낮기 때문에 매운 맛이 덜하고 맛이 더 가볍다. 이 순하고 쉽게 먹을 수 있는 맛 때문에 백양파는 종종 샌드위치나 샐러드와 같은 요리에 생으로 사용된다. 생 백양파를 잘게 다진 후 담가두면 떫은맛이 사라지고 비교적 달콤한 맛이 난다.
이러한 풍미 프로필로 인해 백양파는 식품 용도로 다양하게 사용된다. 신선하지만 압도적으로 매운 맛을 제공하지 않기 때문에 샐러드를 만드는 데 주로 사용된다. 또한 가벼운 맛이 요리의 다른 요소를 압도하지 않아 응집력 있는 맛 팔레트에 기여하기 때문에 스튜를 만들 때 중심 재료로 널리 사용된다. 백양파는 또한 떫은 맛이 낮아 요리에서 대체로 달콤한 맛을 낼 수 있기 때문에 양배추 샐러드와 같은 발효 요리의 구성 요소로 매우 유용하다. 또한 떫은맛이 낮기 때문에 살사와 같은 요리에도 많이 사용된다.